# Гунар Нилсон
Гунар Нилсон (на шведски: Gunnar Nilsson, роден на 20 ноември 1948 в Хелсингбори - умира на 20 октомври 1978 в Лондон) e един от талантливите шведски пилоти. Той печели Британската Формула 3 през 1975.
Нилсон участва в 32 старта от Формула 1 в сезоните 1976-1977, като единствената му победа е в Белгия. През сезон 1978 първоначално трябва да кара за Ероуз, но за него не е достатъчно да кара за отбора и не участва в сезон 1978. Участва и в три състезания от Интернационалното състезание на шампионите, което се провежда в САЩ. Има две 6-и места и в крайното класирането завършва пети.
Той умира в Лондон поради яйцевиден тумор. След смъртта му майката на Гунар, Елизабет, създава Gunnar Nilsson's Cancer Foundation. Гунар е погребан в Палшьо куркогард (гробището на родния му град) в Швеция близки с родителите Арвид и Елизабет Нилсон

## Резултати от Формула 1
| Година | Отбор             | Шаси     | Двигател   | 1       | 2       | 3       | 4     | 5       | 6       | 7       | 8       | 9       | 10    | 11      | 12      | 13      | 14      | 15      | 16      | 17      | WDC  | Точки |
| ------ | ----------------- | -------- | ---------- | ------- | ------- | ------- | ----- | ------- | ------- | ------- | ------- | ------- | ----- | ------- | ------- | ------- | ------- | ------- | ------- | ------- | ---- | ----- |
| 1976   | John Player Лотус | Лотус 77 | Косуърт V8 | BRA     | RSA Ret | USW Ret | ESP 3 | BEL Ret | MON Ret | SWE Ret | FRA Ret | GBR Ret | GER 5 | AUT 3   | NED Ret | ITA 13  | CAN 12  | USA Ret | JPN 6   |         | 10-и | 11    |
| 1977   | John Player Лотус | Лотус 78 | Косуърт V8 | ARG DNS | BRA 5   | RSA 12  | USW 8 | ESP 5   | MON Ret | BEL 1   | SWE 19  | FRA 4   | GBR 3 | GER Ret | AUT Ret | NED Ret | ITA Ret | USA Ret | CAN Ret | JPN Ret | 8-и  | 20    |